# 西淀川區
西淀川区（日语：／ Nishiyodogawa ku */?）是大阪市的24區之一，位於淀川以北，神崎川以南，西側臨大阪灣，東側以東海道本線（JR神戶線段）與淀川區為界。

## 歷史
過去屬於攝津國西成郡，由於位於淀川出海口，大量淤積的泥沙在此產生了許多島嶼，也因此至今西淀川區內仍留有御幣島、姬島等許多帶有「島」字的地名。最初為因漁業而產生的聚落，在江戶時代以後開始向河道爭地也開始有農業的發展。自明治維新後，此地陸續設立各式工廠，到1930年開始成為重工業區，但隨著公害的問題，在1970年代起大型工廠開始陸續撤出，逐漸轉為住宅區。
現在的西淀川區範圍皆為幕府直轄的天領，在1889年實施町村制時，分屬歌島村、千船村、稗島村、福村、川北村五個行政區劃，這些區域連同鷺洲町、傳法町在在1925年時被併入大阪市，並設立為西淀川區。
在1943年大阪市重新劃分行政區時，將原屬傳法町位於淀以南的區域劃入新設立的福島區及大淀區，原屬鷺洲町位於東海道本線（大阪至神戶間路段）以東的區域分出另設為淀川區，此後西淀川區的範圍至今就未再有變動。

## 交通

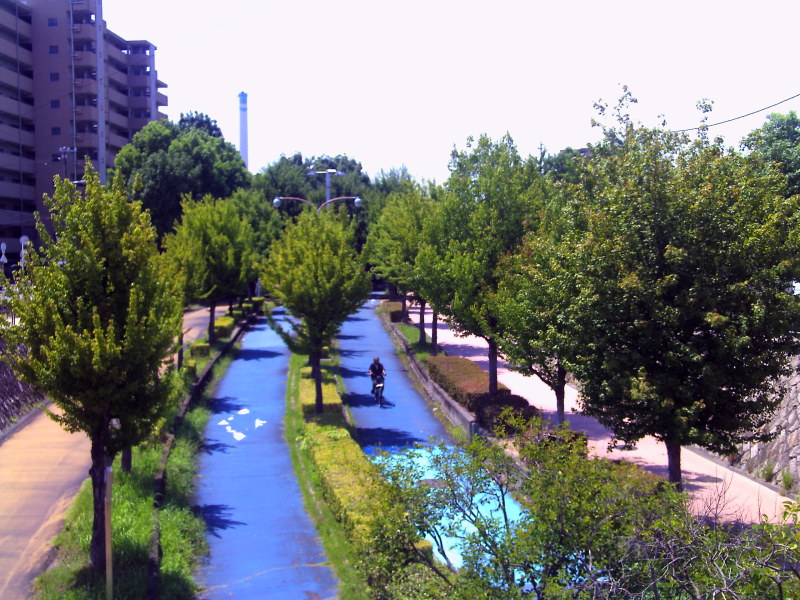
西淀川区大野川緑陰道路

西日本旅客鐵道
- JR東西線：御幣島站 - 加島站
- JR神戶線（東海道本線）：塚本站
  - 塚本站所在地是淀川區，但西口面向西淀川區，也可使用

阪神電氣鐵道
- 本線：姬島站 - 千船站
- 阪神難波線：福站 - 出來島站

## 本地出身之名人
- 宮迫博之：搞笑藝人

## 外部連結
- （日語） 大阪市西淀川區公所的Facebook專頁
- （日語） 大阪市西淀川區公所的X（前Twitter）